# Fútbol Club Villa Clara
El Fútbol Club Villa Clara és un club cubà de futbol de la ciutat de Santa Clara, província de Villa Clara. Els partits els disputa a l'estadi Camilo Cienfuegos de Zulueta.
Els seus colors són el taronja i el negre.

## Palmarès
- Lliga cubana de futbol:[2]
  - 1980, 1981, 1982, 1983, 1986, 1992, 1996, 1997, 2002, 2004